# Fraccionamiento San Antonio
Fraccionamiento San Antonio är en ort i Mexiko.   Den ligger i kommunen Ocampo och delstaten Guanajuato, i den centrala delen av landet, 300 km nordväst om huvudstaden Mexico City. Fraccionamiento San Antonio ligger 2 241 meter över havet och antalet invånare är 630.
Terrängen runt Fraccionamiento San Antonio är huvudsakligen platt, men västerut är den kuperad. Runt Fraccionamiento San Antonio är det glesbefolkat, med 19 invånare per kvadratkilometer. Närmaste större samhälle är Ocampo, 1,8 km sydväst om Fraccionamiento San Antonio. Trakten runt Fraccionamiento San Antonio består till största delen av jordbruksmark.